# Okrog pri Motniku
Okrog pri Motniku este o localitate din comuna Kamnik, Slovenia, cu o populație de 61 de locuitori.